# Nagroda Filmfare dla Najlepszego Reżysera
Nagroda Filmfare dla Najlepszego Reżysera (ang. Filmfare Best Director Award) - jest przyznawana przez hinduski magazyn filmowy Filmfare jako część dorocznego Filmfare Awards. Została przyznana po raz pierwszy w 1953 roku. Najczęstszymi zwycięzcami w tej kategorii byli Bimal Roy (7 nagród), Raj Kapoor i Yash Chopra (4 razy) i Sanjay Leela Bhansali (3 razy).
Lista nagrodzonych reżyserów oraz tytuły filmów za które otrzymali nagrodę:
| Rok  | Reżyser                 | Film                         |
| ---- | ----------------------- | ---------------------------- |
| 2009 | Ashutosh Gowariker      | Księżniczka i cesarz         |
| 2008 | Aamir Khan              | Gwiazdy na ziemi             |
| 2007 | Rakeysh Omprakash Mehra | Kolor szafranu               |
| 2006 | Sanjay Leela Bhansali   | Black                        |
| 2005 | Kunal Kohli             | Zakochani                    |
| 2004 | Rakesh Roshan           | Znalazłem cię                |
| 2003 | Sanjay Leela Bhansali   | Devdas                       |
| 2002 | Ashutosh Gowariker      | Lagaan: Dawno temu w Indiach |
| 2001 | Rakesh Roshan           | Kaho Naa... Pyaar Hai        |
| 2000 | Sanjay Leela Bhansali   | Prosto z serca               |
| 1999 | Karan Johar             | Coś się dzieje               |
| 1998 | J.P. Dutta              | Border                       |
| 1997 | Shekhar Kapur           | Królowa bandytów             |
| 1996 | Aditya Chopra           | Żona dla zuchwałych          |
| 1995 | Sooraj Barjatya         | Hum Aapke Hain Kaun          |
| 1994 | Rajkumar Santoshi       | Damini                       |
| 1993 | Mukul Anand             | Khuda Gawah                  |
| 1992 | Subhash Ghai            | Saudagar                     |
| 1991 | Rajkumar Santoshi       | Ghayal                       |
| 1990 | Vidhu Vinod Chopra      | Parinda                      |
| 1989 | Mansoor Khan            | Qayamat Se Qayamat Tak       |
| 1988 | brak nagrody            |                              |
| 1987 | brak nagrody            |                              |
| 1986 | Raj Kapoor              | Ram Teri Ganga Maili         |
| 1985 | Sai Paranjpye           | Sparsh                       |
| 1984 | Govind Nihalani         | Ardh Satya                   |
| 1983 | Raj Kapoor              | Prem Rog                     |
| 1982 | Muzaffar Ali            | Umrao Jaan                   |
| 1981 | Govind Nihalani         | Aakrosh                      |
| 1980 | Shyam Benegal           | Junoon                       |
| 1979 | Satyajit Ray            | Szachiści                    |
| 1978 | Basu Chatterjee         | Swami                        |
| 1977 | Gulzar                  | Mausam                       |
| 1976 | Yash Chopra             | Deewaar                      |
| 1975 | Manoj Kumar             | Roti Kapada Aur Makaan       |
| 1974 | Yash Chopra             | Daag                         |
| 1973 | Sohanlal Kanwar         | Be-Imaan                     |
| 1972 | Raj Kapoor              | Mera Naam Joker              |
| 1971 | Asit Sen                | Safar                        |
| 1970 | Yash Chopra             | Ittefag                      |
| 1969 | Ramanand Sagar          | Ankhen                       |
| 1968 | Manoj Kumar             | Upkar                        |
| 1967 | Vijay Anand             | Guide                        |
| 1966 | Yash Chopra             | Waqt                         |
| 1965 | Raj Kapoor              | Sangam                       |
| 1964 | Bimal Roy               | Bandini                      |
| 1963 | Abrar Alvi              | Sahib Bibi Aur Ghulam        |
| 1962 | B.R.Chopra              | Kanoon                       |
| 1961 | Bimal Roy               | Parakh                       |
| 1960 | Bimal Roy               | Sujata                       |
| 1959 | Bimal Roy               | Madhumati                    |
| 1958 | Mehboob Khan            | Mother India                 |
| 1957 | V. Shantaram            | Jhanak Jhanak Payal Baaje    |
| 1956 | Bimal Roy               | Biraj Bahu                   |
| 1955 | Bimal Roy               | Parineeta                    |
| 1954 | Bimal Roy               | Do Bigha Zamin               |

## Nominacje dla najlepszego reżysera
- 2009
  - Ashutosh Gowariker – Księżniczka i cesarz
  - A.R. Murugadoss – Ghajini
  - Abhishek Kapoor – Rock On!!
  - Aditya Chopra – Do zakochania jeden krok
  - Madhur Bhandarkar – Fashion
  - Neeraj Pandey – Środa

- 2008
  - Aamir Khan – Gwiazdy na ziemi
  - Anurag Basu – Życie w... metropolii
  - Farah Khan – Om Shanti Om
  - Imtiaz Ali – Kiedy ją spotkałem
  - Mani Ratnam – Guru
  - Shimit Amin – Naprzód, Indie!